# Манкита, Ребека
Ребека Манкита (исп. Rebeca Mankita Flashener) (27 мая 1969, Мехико, Мексика) — мексиканская актриса.

## Биография
Родилась 27 мая 1969 года в Мехико. В мексиканском кинематографе дебютировала в 1983 году в возрасте 14-ти лет в телесериале «Бедная сеньорита Лимантур» и с тех пор снялась в 28 работах в кино и телесериалах. 16 сентября 2010 года актриса попала в автокатастрофу, когда из-за неисправности её автомобиля автомобиль потерял управление и на высокой скорости столкнулся с попутным автомобилем. Итог автокатастрофы — шестеро погибших.

## Фильмография

### Избранные телесериалы
- 1985-2007 — «Женщина, случаи из реальной жизни».
- 1998-99 — «Привилегия любить».
- 2000-01 — «Личико ангела» — Марфил де лос Кобос.
- 2003-04 — «Полюбить снова» — Пекуи.
- 2006 — «Самая прекрасная дурнушка» — Ана Летисия Вильяроэль.
- 2007 — «Чистая любовь» — Колетт.
- 2007-08 — «К чёрту красавчиков» — Марлене.
- 2008-н. в. — «Роза Гваделупе» — Сесилия.
- 2010 — 
  - «Полная любви».
  - «Я твоя хозяйка» — Дама#5.
- 2011-н. в. — «Как говорится» — Эльвира.
- 2015-16 — «Просто Мария» — Урсула.